# ユーラシア・ステップ

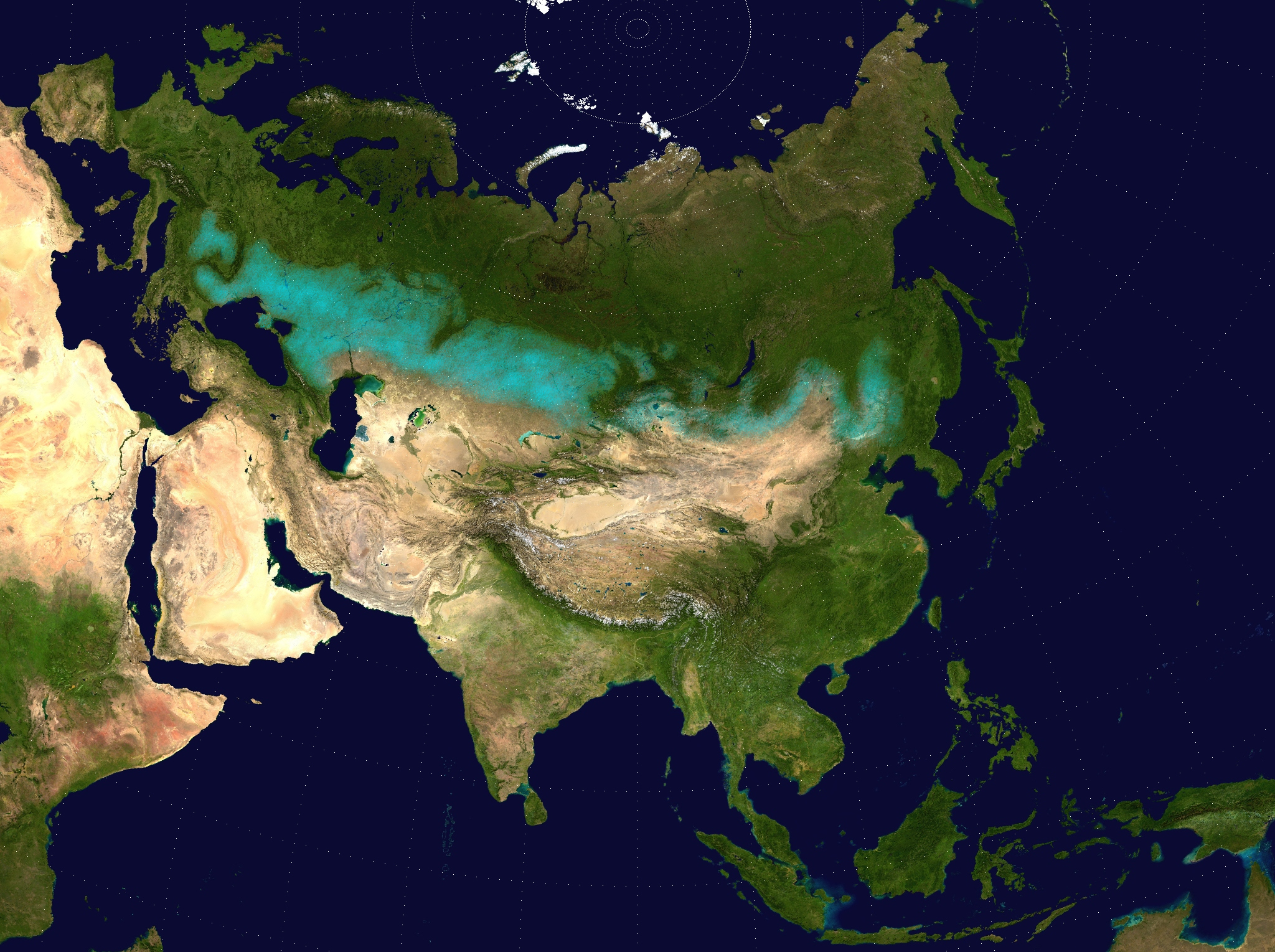
ユーラシアステップ帯

ユーラシア・ステップ（英: Eurasian Steppe）とはユーラシアにおける広大なステップのエコリージョンのことである。モルドヴァからウクライナをへてシベリア、モンゴル、満州へ広がり、ハンガリー、プスタに飛び地状に分布する。
ユーラシアステップはヨーロッパ、中央アジア、中国、南アジア、中東を経済的、政治的、文化的に、交易路によってつないできた。有名なものに草原の道、古典古代から中世におけるシルクロード、現代のユーラシア・ランドブリッジがある。
ながらく騎馬遊牧民国家の繁栄の場であり、歴史的に多くの部族連合や古代国家が興隆した。匈奴、スキタイ、キンメリア、サルマタイ、フン族、ホラズム、ソグド人、鮮卑 、突厥汗国、モンゴル帝国などが有名である。

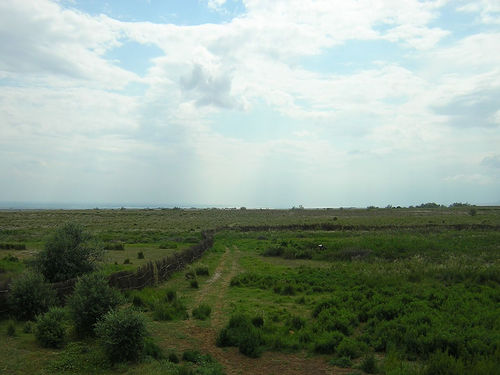
カザフスタンのステップ

## 民族と言語
ユーラシア・ステップは馬の家畜化が始まって以来、騎馬民族の活動の場であった。クルガン仮説によれば6500年ほど前に騎馬民族であるインド・ヨーロッパ語族が南ロシア平原から拡散した。紀元前1000年以降になると、テュルク系民族が繁栄、11世紀ごろからはモンゴル系民族が席巻した。現代では純粋な騎馬遊牧民は非常に少なくなっている。

## 地域区分
- カルパチア盆地
  - ハンガリー大平原
- ポントス・カスピ海草原
- カザフステップ
- ドルビルジン・バレー平原
- モンゴル高原
- 松嫩平原